# 7007
7007 — рік візантійського календаря від сотворення світу. 
- За історіографічною традицією грубо позначається як 1499 рік юліанського календаря.
- За точнішими позначеннями (згідно з вересневим початком року, т. зв. вересневим стилем) розпочався 1 вересня 1498 року за юліанським календарем; закінчився 31 серпня 1499 року.
- Згідно з березневим стилем — почався 1 березня 1499 року й тривав календарний рік.
- Датування за візантійським календарем використовувалося у середньовічному літописанні та хроніках православних країнах: Візантії, Болгарії, Сербії, Русі, Литви, Молдавії, Волощини тощо.